# Gooikse Pijl 2024
La Gooikse Pijl 2024, ventunesima edizione della corsa e valida come prova dell'UCI Europe Tour 2024 categoria 1.1, si svolse il 22 settembre 2024 su un percorso di 195,8 km, con partenza da Roosdaal e arrivo a Gooik, in Belgio. La vittoria fu appannaggio del belga Tim Merlier, il quale completò il percorso in 4h17'14", alla media di 45,671 km/h, precedendo il connazionale Jordi Meeus e l'olandese Olav Kooij.
Sul traguardo di Gooik 157 ciclisti, dei 162 partiti da Roosdaal, portarono a termine la competizione.

## Squadre e corridori partecipanti
| N.      | Cod. | Squadra                 |
| ------- | ---- | ----------------------- |
| 1-7     | ADC  | Alpecin-Deceuninck      |
| 11-17   | SOQ  | Soudal Quick-Step       |
| 21-27   | IWA  | Intermarché-Wanty       |
| 31-37   | RBH  | Red Bull-Bora-Hansgrohe |
| 41-47   | JAY  | Team Jayco AlUla        |
| 51-57   | LTK  | Lidl-Trek               |
| 61-67   | TVL  | Team Visma-Lease a Bike |
| 71-76   | COF  | Cofidis                 |
| 81-87   | AST  | Astana Qazaqstan Team   |
| 91-97   | IPT  | Israel-Premier Tech     |
| 101-107 | TNN  | Team Novo Nordisk       |
| 111-117 | BWB  | Bingoal WB              |

| N.      | Cod. | Squadra                 |
| ------- | ---- | ----------------------- |
| 121-127 | TFB  | Team Flanders-Baloise   |
| 131-137 | LTD  | Lotto Dstny             |
| 141-147 | TDT  | TDT-Unibet Cycling Team |
| 151-157 | UXM  | Uno-X Mobility          |
| 161-167 | TUD  | Tudor Pro Cycling Team  |
| 171-177 | CJR  | Caja Rural-Seguros RGA  |
| 181-187 | EUS  | Euskaltel-Euskadi       |
| 191-197 | TIS  | Tarteletto-Isorex       |
| 201-206 | PWB  | Philippe Wagner-Bazin   |
| 211-217 | RSW  | Team Felt Felbermayr    |
| 221-227 | NST  | Novapor Speedbike Team  |
| 231-237 | TCR  | Team Coop-Repsol        |

## Ordine d'arrivo (Top 10)
| Pos. | Corridore             | Squadra  | Tempo    |
| ---- | --------------------- | -------- | -------- |
| 1    | Tim Merlier           | Soudal   | 4h17'14" |
| 2    | Jordi Meeus           | Red Bull | s.t.     |
| 3    | Olav Kooij            | Visma    | s.t.     |
| 4    | Dylan Groenewegen     | Jayco    | s.t.     |
| 5    | Stanisław Aniołkowski | Cofidis  | s.t.     |
| 6    | Erlend Blikra         | Uno-X    | s.t.     |
| 7    | Gleb Syrica           | Astana   | s.t.     |
| 8    | Lionel Taminiaux      | Lotto    | s.t.     |
| 9    | Davide Ballerini      | Astana   | s.t.     |
| 10   | Stian Fredheim        | Uno-X    | s.t.     |